# Matilda J. Clerk
Pour les articles homonymes, voir Clerk (homonymie).
Matilda Johanna Clerk, née le 2 mars 1916, morte le 27 décembre 1984, a été une pionnière dans le domaine médical et une éducatrice scientifique sur la Gold Coast. Avec Agnes Yewande Savage, Elizabeth Abimbola Awoliyi, Susan Ofori-Atta, elle a été parmi les premiers défenseurs des actions pour la santé maternelle, les soins pédiatriques et de la santé publique dans la partie anglophone de l’Afrique de l’Ouest. Longtemps après l'indépendance en 1957, Matilda Clerk et Susan Ofori-Atta ont été les deux seules femmes médecins au Ghana. En brisant le plafond de verre, elles ont inspiré une génération de femmes médecins ghanéennes et ouest-africaines, à une époque coloniale et post-coloniale où le domaine était encore un monopole masculin et où la grande majorité des femmes avaient un accès très limité à la biomédecine et aux études supérieures.

## Biographie
Matilda Johanna Clerk est née le 2 mars 1916 à Larteh dans la région orientale du Ghana, au sein d'une famille bien connue, membre du peuple côtier ga, mais ayant aussi des origines euro-afro-caraïbiennes. Son père, Nicholas Timothy Clerk (1862-1961), était un théologien et missionnaire. Sa mère, Anna Alice Meyer (1873-1934) était d'origine ga et danoise. Son grand-père paternel, Alexander Worthy Clerk (1820-1906), missionnaire de l’Église morave - Jamaïque, est arrivé dans la Côte-de-l'Or danoise à Accra en 1843, dans le cadre d’un groupe de 24 missionnaires antillais qui travaillaient sous les auspices de la mission de Bâle,. Alexander W. Clerk fut un pionnier de l'Église presbytérienne du Ghana et un chef de file dans le domaine de l'éducation au sein du Ghana colonial en créant un pensionnat, l'école d'Osu-Salem en 1843 à Osu. Sa grand-mère paternelle, Pauline Hesse (1831-1909) était de la Gold Coast, et était d’origine à la fois Danoise, germanique et ga. Parmi les membres de sa famille, sa grand-tante Regina Hesse (1832─1898) fut une directrice d'école qui a travaillé avec la Mission de Bâle sur la Gold Coast. Un de ses frères aîné, Theodore S. Clerk, est le premier architecte ghanéen à planifier et développer la ville portuaire de Tema, tandis que sa sœur aînée, Jane E. Clerk (1904-1999), enseignante, est une pionnière de l'administration de l'éducation dans le Ghana colonial,.
Elle fait ses études primaires et secondaires dans les écoles presbytériennes d'Adawso et d'Aburi jusqu'à fin 1931. Elle s'inscrit à l'Achimota School en 1932. Elle y côtoie Agnes Yewande Savage. Elle reçoit une bourse de la société Cadbury en 1934. Elle travaille comme professeure de sciences à la Wesley Girls' High School de 1938 à 1940, mais souhaite poursuivre ses études en médecine et accéder notamment au cours préliminaire intermédiaire en sciences médicales fondamentales, à Achimota. Le gouvernement colonial britannique de l'époque n'autorisait la participation à ce programme qu’aux étudiants de sexe masculin. Pour que l'école permette à M. J. Clerk de s'inscrire aux cours en 1940, son père doit demander officiellement au gouverneur de l'époque de la Gold Coast, Arnold Wienholt Hodson, une dérogation spéciale. En 1942, Matilda Clerk devient la première femme ghanéenne à terminer ce cours préliminaire intermédiaire en sciences médicales fondamentales.
De 1942 à 1944, elle intercale à nouveau dans ses études un emploi comme professeur de biologie pendant deux ans au sein de son alma mater, l'Achimota School. En raison de ses résultats précédents, le gouvernement colonial lui décerne une bourse d'études en médecine, assez rare, à l’étranger, à l'université d'Edimbourg de 1944 à 1949. Elle devient ainsi la première femme ghanéenne à bénéficier de ce type d’opportunité. Elle obtient finalement un diplôme en médecine tropicale et en hygiène (DTM&H) en 1950 à la London School of Hygiene and Tropical Medicine, un collège de l'Université de Londres et revient dans son pays en janvier 1951,,,.
Devenue docteur en médecine, elle ne choisit pas d’exercer une pratique médicale privée, plus lucrative, mais privilégie une carrière dans le secteur public, dans les domaines de la santé publique. Elle devient médecin et surintendante dans la fonction publique de la Gold Coast. Les hôpitaux où elle travaille comprennent la maternité de l'hôpital universitaire de Korle-Bu (1951-1953), l'hôpital central de Kumasi (1954-1957), l'hôpital Effia-Nkwanta, Sekondi (1957-1962), l'hôpital général de Tema (1962-1968). Elle obtient le grade de médecin-chef en 1969 et sert pendant un certain temps au Princess Marie Louise Hospital for Women, aujourd'hui le Accra Children's Hospital avec Susan Ofori-Atta. Elle travaille également de 1969 à 1971 à la Health Education Division of the School of Hygiene à Accra. De 1971 à 1973, elle est médecin-chef aux unités des maladies transmissibles, et de la santé maternelle et infantile du ministère de la Santé à Accra,.
Matilda Clerk meurt subitement, à l'âge de 68 ans, le 27 décembre 1984 à son domicile d'Osu, Accra.